# Cameroceras
Cameroceras is een geslacht van uitgestorven nautilussen uit het Ordovicium. Deze soort werd voor het eerst waargenomen in het Midden-Ordovicium, zo'n 470 miljoen jaar geleden, en was in die periode op sommige plaatsen een vrij algemeen deel van de fauna, met name in de ondiepe zeeën van Laurentia, Baltica en Siberië. Dit dier kenmerkte zich door de circa tien meter lange rechte schelp en Cameroceras behoort daarmee tot de 'orthoconen', die 495 tot 255 miljoen jaar geleden leefden. De diversiteit en overvloed van het geslacht nam sterk af na het uitsterven van het Ordovicium-Siluur en de laatste overlevenden stierven uit ergens tijdens het Wenlock. Cameroceras rowenaense uit Cincinnati had een schelplengte van ongeveer 70 centimeter en naamloze soorten hadden een lengte van ongeveer 1 meter. Hoewel Cameroceras in oudere literatuur werd beschouwd als de grootste nautiloïde met een schelplengte van ongeveer 6 meter of zelfs 9,1 meter), blijkt uit later onderzoek dat de grote soort niet langer tot het geslacht Cameroceras behoort maar in plaats daarvan tot Endoceras giganteum, en het 9,1 meter lange exemplaar is zeer twijfelachtig.

## Fossiele vondsten
Fossielen van Cameroceras dateren van 470 tot 440 miljoen jaar geleden en zijn gevonden op meerdere locaties in Noord-Amerika, Europa en Azië.

## Kenmerken
Cameroceras was een koppotige, een taxon van weekdieren waartoe ook de octopussen, inktvissen en zeekatten behoren. Het was het grootste dier uit het Ordovicium met een tien meter lange rechte schelp. In deze schelp zaten diverse compartimenten die wisselend met lucht of water gevuld konden worden om te stijgen of juist de duiken. Het dier zelf zat in de buitenste kamer. De acht tentakels waren een meter lang en hadden een gegroefd oppervlak, in tegenstelling tot de zuignappen bij hedendaagse octopussen. Cameroceras bewoog zich voort met behulp van zijn hyponoom, een flexibele vlezige buis onder de kop waar met grote kracht water door gepompt werd. Deze nautilus joeg op vissen, trilobieten en zeeschorpioenen, die gegrepen werden met de tentakels en met de scherpe papegaaiachtige bek in stukken werden gebeten. In de snavels van de huidige koppotigen wordt een radula of 'getande' tong gebruikt om zacht weefsel uit het pantser van de prooi te raspen. Vermoed wordt dat Cameroceras een slecht zicht en een goede reuk had.
De kop van het dier zou hebben bestaan uit zacht spierweefsel bij de opening van de harde kegelvormige schelp, waarbij de mantel (het hoofdlichaam) ter bescherming in de schelp lag. Vanuit de basis van de kop zouden tentakels zijn gegroeid zoals bij een moderne nautilus, die gebruikt zouden zijn om prooien te grijpen en te manipuleren. 

## Taxonomisch gebruik
Cameroceras is een prullenbaktaxon geworden waarin grote orthoconische endoceriden zoals Endoceras, Vaginoceras en Meniscoceras oorspronkelijk werden geplaatst. Dit maakt het extreem moeilijk om Cameroceras als een apart geslacht te beschrijven. Hoewel de typesoort Cameroceras trentonense voor het eerst werd beschreven door Conrad in 1842, heeft de generische term sindsdien een variabele betekenis gehad.
Hall, die Endoceras in 1847 benoemde en beschreef, erkende specifiek Cameroceras trentonense, maar gebruikte Endoceras voor andere exemplaren van grote endoceriden uit de Trenton Limestone in het westen van de staat New York. Cameroceras en Endoceras zijn zelfs toegepast op verschillende stadia van dezelfde soort. Hoewel Cameroceras voorrang heeft als de twee naar dezelfde soort verwijzen, is Endoceras of een ander beter beschreven geslacht de aangewezen naam vanwege de vage toepassing.

## Paleobiologie
Over de levenswijze en gewoonten van Cameroceras kan alleen maar worden gespeculeerd. Het waren vrijwel zeker jagers en roofdieren die zich over de zeebodem bewogen of op de loer lagen. De grote stijve schelp maakte manoeuvreren moeilijk. Vooral de grotere exemplaren waren waarschijnlijk geen actieve zwemmers. De allergrootsten bleven misschien wel op de bodem zonder ooit van positie te veranderen.
Zoals alle endoceratiden was Cameroceras verzwaard om horizontaal stabiel te blijven. Dit werd bereikt door de endoconen in het bovenste deel van de sifon die de viscerale massa in de lichaamskamer compenseerden. De endoconen zouden ook de meer apicale kamers hebben afgesloten van de sifunkel, waardoor veranderingen in ballast beperkt zouden blijven tot de meer naar voren gelegen, centraal gelegen kamers. Daardoor zouden veranderingen in drijfvermogen weinig effect hebben gehad op de horizontale stabiliteit.